# Grèce-Centrale
Ne doit pas être confondu avec la région traditionnelle de Grèce Centrale.
La Grèce-Centrale (en grec moderne : Περιφέρεια Στερεάς Ελλάδας, Periféreia Stereás Elládas) est une des treize périphéries de Grèce divisée en cinq districts régionaux : Eubée, Eurytanie, Phocide, Phthiotide et Béotie. Depuis le programme Kallikratis de 2011, cette région fait également partie du Diocèse décentralisé de Thessalie-Grèce-Centrale.

## Géographie
La Grèce-Centrale est bordée par les périphéries de la Grèce-Occidentale à l'ouest, l'Épire au nord-ouest, la Thessalie au nord, l'Attique au sud-ouest, mais aussi par la mer Égée à l'est et le golfe de Corinthe au sud.
Elle est traversée à l'ouest par la partie méridionale de la chaîne du Pinde. On y trouve le mont Parnasse et son point culminant est le mont Giо́na (en), qui s'élève à 2 510 m d'altitude.

## Civilisation
Cette région abrite Delphes, où se situait l’oracle antique.